# 橋広治
橋 広治（はし ひろはる、岩崎（橋）廣治、1949年6月19日 - ）は、日本の外交官。2010年（平成22年）から2014年（平成26年）まで、パプアニューギニア駐箚特命全権大使。

## 経歴・人物
石川県出身。1968年都立秋川高校卒業（1期生）。1972年（昭和47年）早稲田大学教育学部を中退して、外務省に入省する。ガジャ・マダ大学留学後、在インドネシア日本国大使館、在オーストラリア日本国大使館、在ブルネイ日本国大使館在勤。外務省アジア大洋州局南東アジア第二課調整官、同局大洋州課地域調整官を経て、2004年（平成16年）3月メダン総領事、2007年（平成19年）6月外務省官房調査官を経て、2010年（平成22年）から2014年（平成26年）まで、パプアニューギニア駐箚特命全権大使を務めた。同年10月19日より兼ソロモン駐箚特命全権大使。

## 同期
- 天野之弥（09年国際原子力機関事務局長・05年在ウィーン国際機関日本政府代表部大使）
- 小松一郎（13年内閣法制局長官・11年駐フランス大使・08年駐スイス大使・05年外務省国際法局長・03年外務省欧州局長）
- 武藤正敏（10年駐韓大使・07年駐クウェート大使）
- 小島誠二（12年関西担当大使・10年駐タイ大使・09年儀典長・08年科学技術協力担当大使・06年駐パキスタン大使）
- 神余隆博（12年関西学院大学副学長・08年駐ドイツ大使・06年国連大使（次席））
- 高橋文明（09年駐スペイン大使・03年駐カンボジア大使）
- 野本佳夫（08年駐スロバキア大使）
- 石栗勉（京都外国語大学教授・国連アジア太平洋平和軍縮センター所長）
- 石川薫（日本国際フォーラム研究本部長・10年駐カナダ大使・07年駐エジプト大使・05年外務省経済局長）
- 伊藤誠（10年駐ブルガリア大使・06年駐タンザニア大使）
- 近藤誠一（10年文化庁長官・08年駐デンマーク大使・06年ユネスコ大使）
- 峯村保雄（11年駐エルサルバドル大使）
- 肥塚隆（13年迎賓館長・10年駐オランダ大使・07年宮内庁式部副長・04年駐ホンジュラス大使）
- 山口英一（10年駐バチカン大使・07年駐コスタリカ大使）
- 横田順子（10年駐ラオス大使）
- 佐藤英夫（11年駐イスラエル大使・09年駐バーレーン大使・08年駐アフガニスタン大使）
- 二階尚人（14年駐チリ大使・11年駐ガーナ大使）
- 松原昭（12年駐マリ大使）
- 荒木喜代志（11年駐トルコ大使・09年COP10担当大使・08年国際テロ対策担当大使）

## 著作
- 『東南アジアにおけるイスラム過激派事情』（近代文芸社新書,2004,ISBN 978-4773371987）